# Guillaume de Boulogne
Pour les articles homonymes, voir Guillaume de Blois et Blois (homonymie).
Guillaume de Blois (vers 1135 – 11 octobre 1159), comte de Boulogne, de Mortain et de Surrey, lord de Pevensey, Eye, Lancaster, est un important baron anglo-normand.

## Biographie
Il est le plus jeune fils d'Étienne de Blois (mort en 1154), comte de Mortain, puis duc de Normandie, roi d'Angleterre, et de Mathilde (morte en 1152), comtesse de Boulogne. Sa mère n'étant pas présente au couronnement de son mari en 1135, il est présumé que Guillaume est né aux alentours de cette date.
Peut-être dès 1147, il est marié à Isabelle de Warenne (morte en 1199), comtesse de Surrey, fille et héritière de Guillaume III de Warenne (mort en 1148). Son père entend bien lui faire jouer un rôle important dans la politique du royaume. Ce mariage est stratégique, car il permet au roi d'accroître son contrôle sur l'Est-Anglie et le sud-est de l'Angleterre, là où les possessions des Warenne sont très nombreuses. Dans l'Est-Anglie, Hugues Bigot, 1er comte de Norfolk, est en effet d'une loyauté ambivalente, et cette acquisition permet de le contenir. D'ailleurs, Guillaume reçoit l'autorité (avec quelques exceptions) sur le comté de Norfolk. Son père lui donne aussi l'honneur de Pevensey (Surrey), ce qui fait de lui un grand baron de son royaume.
En 1153, à la mort de son frère aîné Eustache IV de Boulogne, il hérite du comté de Boulogne, et de l'honneur anglais de Boulogne,. Son père Étienne se résout à faire la paix avec son cousin Henri Plantagenêt, le duc de Normandie et fils de Mathilde l'Emperesse, afin de mettre fin à la guerre civile qui dure depuis 18 ans. Par le traité de Wallingford (1153), Guillaume perd tout droit à la couronne d'Angleterre, et son père adopte le futur Henri II, le désignant comme son héritier et successeur. Étienne fait en sorte que ce traité assure la prospérité de son seul fils survivant en obtenant que lui soit confirmé la possession du titre de comte de Surrey, les acquisitions faites par le mariage, et le patrimoine paternel et maternel, tant en Angleterre qu'en Normandie.
À la mort de son père en octobre 1154, il hérite donc des honneurs d'Eye (Suffolk), Lancaster, Pevensey en Angleterre, ainsi que du comté de Mortain en Normandie. Ceci s'ajoute à l'héritage maternel reçu de son frère, aux terres des Warenne en Angleterre et en Normandie, et à l'honneur de Pevensey. Pour Thomas K. Keefe, cela représente probablement la plus importante collection de terres et de pouvoir jamais amassés dans la sphère anglo-normande à cette époque, à part peut-être Robert II de Bellême. Sur ses domaines, il est le suzerain de plus de 600 chevaliers.
Guillaume aurait préféré succéder au trône d'Angleterre, et il est particulièrement déçu de la décision de son père. Le chroniqueur Gervais de Cantorbéry[réf. nécessaire] parle d'un complot flamand à l'encontre du duc Henri fomenté au début de l'année 1154. Guillaume d'Ypres, l'ancien commandant de mercenaires flamands d'Étienne d'Angleterre, en était probablement l'instigateur. Il s'agit d'assassiner Henri à Cantorbéry, et Gervais affirme que Guillaume a connaissance du complot et est de connivence avec les mercenaires[réf. nécessaire]. Pour Thomas K. Keefe, Guillaume n'est pas impliqué et se remet d'une fracture à la jambe à Cantorbéry. Le complot est découvert, Henri se réfugie à Rochester puis traverse la Manche pour gagner la Normandie. La mort de son père met fin a ses possibles ambitions, et de toutes façons, il n'a aucun soutien.
Henri II maintenant couronné fait en sorte d'isoler Guillaume le plus possible politiquement, et attend une occasion de réduire sa puissance. L'occasion arrive en 1157 à la suite d'un conflit ouvert avec Hugues Bigot en Est-Anglie. Il lui confisque toutes ses terres en Normandie et en Angleterre, et ne lui rend que ses héritages paternel et maternel, mais en gardant le contrôle de leurs places fortes. 
Son baron n'étant plus une menace possible, Henri II consent même à l'armer chevalier, le 24 juin 1158 à Carlisle. Espérant sans doute s'attirer un peu de faveur royale, Guillaume se joint à la force angevine qui se rend dans le comté de Toulouse en 1159. Sur le chemin de retour le 11 octobre 1159, il meurt de la même maladie qui ravage les troupes royales aux portes de Toulouse.
Il est inhumé à Montmorillon dans le Poitou,. Sans descendance, Henri II reprend toutes ses possessions et titres anglo-normands. Sa sœur Marie, qui hérite du comté de Boulogne, est enlevée du couvent de Romsey et mariée de force à Mathieu d'Alsace. Sa veuve se remarie à Hamelin (1130-1202), fils illégitime de Geoffroy V d'Anjou dit Plantagenêt et donc demi-frère d'Henri II. Hamelin prend alors le titre de comte de Surrey.

## Mariage
Peut-être dès 1147, il épouse Isabelle de Warenne (morte en 1199), comtesse de Surrey, fille et héritière de Guillaume III de Warenne. Leur mariage ne produit pas de descendant.

### Sources
- Thomas K. Keefe, « William, earl of Surrey (c.1135–1159) », Oxford Dictionary of National Biography, Oxford University Press, 2004.
- Alain Lottin, Histoire de Boulogne-sur-Mer [détail des éditions].

- (en) Cet article est partiellement ou en totalité issu de l’article de Wikipédia en anglais intitulé « William of Blois » (voir la liste des auteurs).